# Champará
Champara o Champará es una montaña en el norte de la Cordillera Blanca en los Andes del Perú y tiene una elevación de 5.735 metros. Se encuentra ubicado en el distrito de Yuracmarca, provincia de Huaylas, dentro de la región de Ancash. Champara se encuentra al sureste del lago Quyllurqucha.

## Oronimia
Su nombre provendría del verbo quechua tsanparay ( abundar siempre de césped) > tsanparaq> champaraq> champará.

## Ascensiones históricas

### Primera Expedición
Alemania: El 1 o 2 de junio de 1936, los alemanes Erwin Schneider y Arnold Awerzger logran alcanzar la cumbre por primera vez.